# Николай Еймерик
Николай Еймерик (на каталонски: Nicolau Aymerich) е римокатолически богослов и инквизитор.
Генерален секретар на короната на Арагон през втората половина на 14 век. Той е най-известен като автор на наръчника за лов на вещици „Ръководство на инквизитора“ („Directorium Inquisitorum“). 